# 9702 Tomvandijk
9702 Tomvandijk este un asteroid din centura principală de asteroizi.

## Descriere
9702 Tomvandijk este un asteroid din centura principală de asteroizi. A fost descoperit pe 29 septembrie 1973 la Observatorul Palomar de Cornelis Johannes van Houten, Ingrid van Houten-Groeneveld și Tom Gehrels. Asteroidul prezintă o orbită caracterizată de o semiaxă mare de 2,33 ua, o excentricitate de 0,10 și o înclinație de 3,0° în raport cu ecliptica.